# Kerry Kennedy
Mary Kerry Kennedy, conosciuta anche come Kerry Kennedy Cuomo (Washington, 8 settembre 1959), è una scrittrice e attivista statunitense.

## Biografia
Figlia di Bob Kennedy e di Ethel Skakel Kennedy, è la settima degli 11 figli della coppia. È inoltre nipote del defunto presidente degli Stati Uniti John Fitzgerald Kennedy. Si è laureata alla Brown University. Dal 1981 la Kennedy è un'agguerrita attivista per i diritti umani; nel 1988 ha fondato il Robert F. Kennedy Center for Human Rights e fino al 1995 è stata direttrice del Robert F. Kennedy Memorial. È inoltre autrice di numerosi libri fra cui il bestseller Being Catholic Now, Prominent Americans talk about Change in the Church and the Quest for Meaning, in cui intervista molte celebrità sul tema della Chiesa cattolica. 
Ha suscitato una ampia eco nei media di tutto il mondo il suo arresto, avvenuto il 13 luglio 2012, con l'accusa di guida sotto l'effetto di stupefacenti. La polizia è intervenuta a seguito di un incidente provocato dalla Kennedy su un'autostrada della Contea di Westchester, dove ha urtato un autoarticolato proseguendo la sua corsa senza fermarsi. In un comunicato la polizia ha affermato che la Kennedy era alla guida "con facoltà mentali ridotte dalla droga".

## Matrimonio e figli
Kerry Kennedy ha sposato 1990 Andrew Cuomo, figlio dell'ex Governatore di New York Mario Cuomo e personalità di spicco del Partito Democratico, nella Cattedrale di St. Matthew a Washington. La coppia ha avuto tre figlie:
- Cara Ethel Kennedy Cuomo, gemella di Mariah Matilda;
- Mariah Matilda Kennedy Cuomo, gemella di Cara Ethel;
- Michaela Andrea Kennedy Cuomo.

Dopo tredici anni di matrimonio Cuomo ha chiesto il divorzio avendo scoperto una relazione extraconiugale della moglie con un suo amico, Bruce Colley. Il divorzio fu dichiarato nel 2005, quando Cuomo non era ancora Attorney General dello Stato di New York.